# Cerura formosana
Cerura formosana är en fjärilsart som beskrevs av Matsumura 1929. Cerura formosana ingår i släktet Cerura och familjen tandspinnare. Inga underarter finns listade i Catalogue of Life.